# Aichryson pachycaulon
Espèce
Aichryson pachycaulon est une espèce de plantes grasses de la famille des Crassulaceae et du genre Aichryson. Elle est endémique de Fuerteventura, une des îles Canaries.

## Taxinomie et nomenclature
Aichryson pachycaulon a pour la première fois été nommée par le botaniste allemand Carl August Bolle en 1859.
En 1977, David Bramwell a cultivé pendant plusieurs années, dans des conditions écologiques égales, des échantillons d’Aichryson pachycaulon récoltés dans les îles Fuerteventura, Tenerife, La Palma et Grande Canarie.  et d’Aichryson gonzalez-hernandezii récoltée à La Gomera et en a étudié les différences morphologiques et cytologiques (nombre de chromosomes). Cela lui a permis de différencier trois sous-espèces et de faire d’Aichryson gonzalez-hernandezii une sous-espèce. Les épithètes spécifiques parviflorum, immaculatum et gonzalez-hernandezii, respectivement proposés par Bolle en 1859, par Webb en 1888 et par Kunkel en 1975 ont été conservés par Bramxell. La nouvelle  sous-espèce praetermissum a été décrite par Bramwell.

## Description
La sous-espèce pachycaulon est une plante bisannuelle ou trisannuelle. Ses tiges et ses feuilles sont dressées ; le bord des feuilles n'est pas crénelé ; les fleurs sont jaune pâle, de 9  à   12 millimètres de diamètre.
La sous-espèce parviflorum est une plante bisannuelle aux tiges divergentes érigées ou couchées ; le bord des feuilles est crénelé mais sans glandes noires ; les feuilles mesurent moins de 9 millimètres de diamètre.
La sous-espèce immaculatum, bisannuelle ou trisannuelle, possèdent des tiges divergentes, des feuilles plus ou moins présentes, au bord légèrement crénelé sans glandes noires. Les fleurs, jaune pâle mesurent de 9  à   11,5 millimètres de diamètre.
La sous-espèce gonzalez-hernandezii est une grande plante bisannuelle ou trisannuelle étalée, mesurant jusque 60 centimètres. Ses feuilles bine visibles, longuement pétiolées sont crénelées. Les fleurs jaune d'or mesurent 12  à   15 millimètres de diamètre.
Enfin, la sous-espèce praetermissum est une plante bisannuelle mesurant jusque 50 centimètres. Ses feuilles crénelées sont bordées de glandes noires. Les fleurs présentent un diamètre d'environ un centimètre.

## Biologie
La germination et la multiplication végétative sont fortement tributaires de l'humidité de l'atmosphère et du sol. Sa floraison très abondante produit de nombreuses graines facilement propagées par le vent en raison de leur petite taille.
La sous-espèce pratermissum peut facilement s'hybrider avec Aichryson parlatorei et dans une moindre mesure avec A. porphyrogennetos.

## Répartition et habitat
Toutes les sous-espèces sont endémiques de l'île où elles poussent. La sous-espèce pachycaulon se rencontre dans les falaises humides de Fuerteventura. La sous-espèce immaculatum vit dans les endroits humides de la laurisylve de Tenerife. La sous-espèce parviflorum croît dans la laurisylve de La Palma. La sous-espèce gonzalez-hernandezii est présente dans les stations forestières humides de La Gomera, comme les berges des ruisseaux.
Enfin, la sous-espèce praetermissum pousse près des sources sous les falaises au Nord-Ouest de Grande Canarie